# Peter Schlickenrieder
Peter Schlickenrieder (* 16. Februar 1970 in Tegernsee) ist ein ehemaliger deutscher Skilangläufer. Heute ist er als Autor, freier Unternehmer und Funktionär tätig. Seit 24. April 2018 ist er Bundestrainer der deutschen Skilangläufer. Er lebt in Schliersee, ist verheiratet und hat zwei Kinder.

## Werdegang

### Skilangläufer
Schlickenrieders größte Erfolge waren die Silbermedaille im Sprint bei den Olympischen Winterspielen 2002 in Salt Lake City, zwei Weltcupeinzel- und ein Weltcupstaffelsieg und fünf deutsche Meistertitel. Außerdem gewann er mit der bundesdeutschen Staffel Bronze bei der Juniorenweltmeisterschaft 1990 im französischen Les Saisies.
Für seine sportlichen Erfolge wurde er am 6. Mai 2002 mit dem Silbernen Lorbeerblatt geehrt. 2022 wurde ihm der Bayerische Sportpreis in der Kategorie Bayerische Sportgeschichte verliehen.

### Unternehmer und Funktionär
Parallel zu seiner sportlichen Laufbahn studierte er Wirtschaftswissenschaften. Anschließend gründete er eine Sportmarketing-Agentur und ist seit 2005 Vizepräsident des Deutschen Skiverbandes. Seit 2002 arbeitet er als Fernseh-Experte und Co-Moderator für die Disziplin Skilanglauf in der ARD mit wechselnden Moderatoren, so z. B. auch mit Wolfgang Nadvornik. Ab 2008 war Peter Schlickenrieder auch als Fitness-Experte in der ARD-Sendung „ARD Buffet“ zu sehen.
Am 24. Januar 2009 trat er bei Wetten, dass..? auf und gewann seine Wette. Bei der Außenwette in Skigebiet von Sölden lief er auf Langlaufski durch einen Parallel-Riesenslalomkurs mit einem Pisten-Bully um die Wette, wobei er mehrfach den Rennkurs aufgestiegen und wieder abgefahren ist.
Am 3. Dezember 2009 durfte Peter Schlickenrieder im Rahmen des „Olympic Torch Relay“ als einziger Deutscher die olympische Fackel auf ihrem Weg zu den Olympischen Winterspielen 2010 einen Streckenabschnitt tragen. Es handelte sich dabei um den 35. Tag der Reise der olympischen Fackel, die durch die Altstadt von Quebec führte.
Nach Beendigung seiner Karriere als Skilangläufer ist Peter Schlickenrieder häufig als sportlicher Abenteurer unterwegs. Er überquerte seit 2006 wiederholte Male die Alpen per Mountainbike und per Ski. Im Frühjahr 2011 überquerte er mit dem Mountainbike das Atlasgebirge in Marokko. Im Juli 2012 durchquerte er zu Fuß den Westkaukasus und bestieg mit dem Elbrus den höchsten Berg Europas. Als Zusammenfassung seiner Abenteuer ging Peter Schlickenrieder im Oktober 2012 mit seiner Vortragsreihe kalt-heiß-hoch auf Tour durch Bayern.

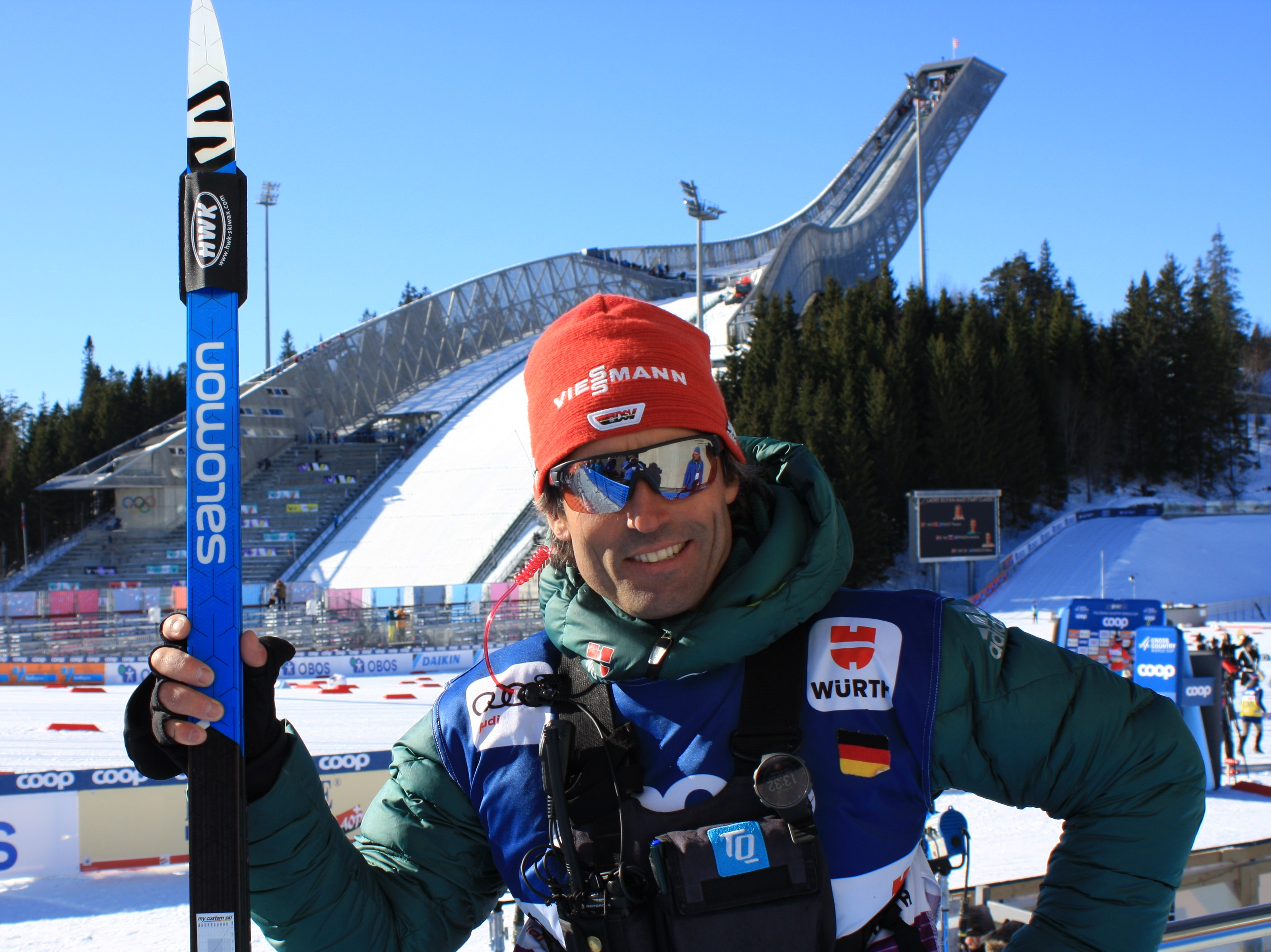
Peter Schlickenrieder, Holmenkollen, Oslo, 10. März 2019

Peter Schlickenrieder ist seit 2010 ehrenamtlich Schirmherr der Schulsportkommission des Deutschen Skiverbands, die in Zusammenarbeit mit dem Kultusministerium und Schulen deutschlandweit Kinder für Sport und Bewegung allgemein begeistern möchte, um zukünftige Talente früh zu fördern.
Im Sommer 2012 gründete Peter Schlickenrieder gemeinsam mit dem Marketingexperten und Buchautor Robert Jacobi sowie mit weiteren Mitstreitern das Bergsportportal Mountix.com.
Von 2014 bis 2022 war Schlickenrieder Präsident des Vereins DSV aktiv/Freunde des Skisports.

### Autor
Peter Schlickenrieder ist auch als Buchautor erfolgreich und hat seit 2003 mehrere Bücher veröffentlicht.

## Erfolge

### Weltcupsiege im Einzel
| Nr. | Datum             | Ort                    | Disziplin       |
| --- | ----------------- | ---------------------- | --------------- |
| 1.  | 29. Dezember 1998 | Kitzbühel              | Sprint Freistil |
| 2.  | 28. Dezember 1999 | Garmisch-Partenkirchen | Sprint Freistil |

### Siege bei Worldloppet-Cup-Rennen
Anmerkung: Vor der Saison 2015/16 hieß der Worldloppet Cup noch Marathon Cup.
| Nr. | Datum         | Ort            | Rennen              | Disziplin                  |
| --- | ------------- | -------------- | ------------------- | -------------------------- |
| 1.  | 11. März 2001 | Maloja–S-chanf | Engadin Skimarathon | 42 km Freistil Massenstart |

### Siege bei Continental-Cup-Rennen
| Nr. | Datum        | Ort      | Disziplin       | Serie           |
| --- | ------------ | -------- | --------------- | --------------- |
| 1.  | 1. März 1997 | Pokljuka | 15 km klassisch | Continental Cup |

### Siege bei Worldloppet-Rennen
| Nr. | Datum           | Ort         | Rennen          | Disziplin                  |
| --- | --------------- | ----------- | --------------- | -------------------------- |
| 1.  | 27. August 1994 | Falls Creek | Kangaroo Hoppet | 42 km Freistil Massenstart |

## Teilnahmen an Weltmeisterschaften und Olympischen Winterspielen

### Olympische Spiele
- 1994 Lillehammer: 4. Platz Staffel, 35. Platz 30 km Freistil, 56. Platz 50 km klassisch
- 2002 Salt Lake City: 2. Platz Sprint Freistil, 55. Platz 15 km klassisch

### Nordische Skiweltmeisterschaften
- 1993 Falun: 49. Platz 25 km Verfolgung, 65. Platz 10 km klassisch
- 1995 Thunder Bay: 7. Platz Staffel, 23. Platz 50 km Freistil
- 1997 Trondheim: 47. Platz 30 km Freistil
- 2001 Lahti: 6. Platz Sprint Freistil

## Platzierungen im Weltcup

### Weltcup-Statistik
Die Tabelle zeigt die erreichten Platzierungen im Einzelnen.
- 1.–3. Platz: Anzahl der Podiumsplatzierungen
- Top 10: Anzahl der Platzierungen unter den ersten zehn
- Punkteränge: Anzahl der Platzierungen innerhalb der Punkteränge
- Starts: Anzahl gelaufener Rennen in der jeweiligen Disziplin
- Hinweis: Bei den Distanzrennen erfolgt die Einordnung gemäß FIS.

| Platzierung         | Distanzrennen a | Distanzrennen a | Distanzrennen a | Distanzrennen a | Distanzrennen a | Skiathlon Verfolgung | Sprint | Etappen- rennen b | Gesamt | Team c | Team c  |
| Platzierung         | ≤ 5 km          | ≤ 10 km         | ≤ 15 km         | ≤ 30 km         | > 30 km         | Skiathlon Verfolgung | Sprint | Etappen- rennen b | Gesamt | Sprint | Staffel |
| ------------------- | --------------- | --------------- | --------------- | --------------- | --------------- | -------------------- | ------ | ----------------- | ------ | ------ | ------- |
| 1. Platz            |                 |                 |                 |                 |                 |                      | 2      |                   | 2      |        |         |
| 2. Platz            |                 |                 |                 |                 |                 |                      | 2      |                   | 2      |        |         |
| 3. Platz            |                 |                 |                 |                 |                 |                      |        |                   |        |        |         |
| Top 10              |                 |                 |                 |                 |                 |                      | 10     |                   | 10     |        |         |
| Punkteränge         |                 |                 | 8               | 2               | 1               |                      | 15     |                   | 26     |        |         |
| Starts              |                 | 4               | 16              | 6               | 2               |                      | 17     |                   | 45     |        |         |
| Stand: Karriereende |                 |                 |                 |                 |                 |                      |        |                   |        |        |         |

### Weltcup-Gesamtplatzierungen
| Saison    | Gesamt | Gesamt | Mitteldistanz | Mitteldistanz | Sprint | Sprint |
| Saison    | Punkte | Platz  | Punkte        | Platz         | Punkte | Platz  |
| --------- | ------ | ------ | ------------- | ------------- | ------ | ------ |
| 1992/93   | 33     | 46.    | -             | -             | -      | -      |
| 1993/94   | 17     | 62.    | -             | -             | -      | -      |
| 1994/95   | 33     | 47.    | -             | -             | -      | -      |
| 1995/96   | 1      | 85.    | -             | -             | -      | -      |
| 1996/97   | -      | -      | -             | -             | -      | -      |
| 1997/98   | 51     | 41.    | -             | -             | 51     | 28.    |
| 1998/99   | 80     | 33.    | -             | -             | 247    | 10.    |
| 1999/2000 | 144    | 40.    | 8             | 62.           | 136    | 11.    |
| 2000/01   | 99     | 43.    | -             | -             | 124    | 17.    |
| 2001/02   | 42     | 73.    | -             | -             | 42     | 33.    |

## Werke (Auswahl)
- Peter Schlickenrieder & Christoph Elbern: Skilanglauf – Das Trainingsprogramm. Ehrenwirdt Verlag, Bergisch Gladbach 2003, ISBN 3-431-04060-8.
- Peter Schlickenrieder: Nordic Walking im Oberland. Skigau Oberland, Miesbach 2004.
- Peter Schlickenrieder & Uli Pramann: Skilanglauf für Einsteiger. Südwest Verlag, München 2006, ISBN 3-517-08230-9.
- Peter Schlickenrieder: Nordic Blading: Inlineskaten mit Speed. Südwest Verlag, München 2008, ISBN 978-3-517-08406-0.
- Peter Schlickenrieder: Transalp – Mit Hobbybikern über die Alpen. Südwest Verlag, München 2008.
- Peter Schlickenrieder & Robert Jacobi: Madonna mia: Transalp auf Skiern. Pietsch Verlag, Stuttgart 2013, ISBN 978-3-613-50724-1.